# Latto
Alyssa Michelle Stephens (Columbus, Ohio; 22 de diciembre de 1998), conocida profesionalmente como Latto y, anteriormente, Mulatto, es una rapera, cantante y compositora estadounidense. Apareció por primera vez en la serie de telerrealidad The Rap Game del rapero estadounidense Jermaine Dupri en 2016, donde era conocida como Miss Mulatto y ganó la primera temporada del programa, pero rechazó el contrato discográfico ofrecido como resultado de ganar el programa.  En 2021 ha logrado notoriedad con su tema «Big Energy», que alcanzó la tercera posición de la lista Billboard Hot 100. Un año más tarde, consiguió su primer número uno en el Hot 100 gracias a su colaboración con Jungkook en la canción «Seven»

## Carrera

### Inicios y década de 2010
Obtuvo reconocimiento en la serie de telerrealidad The Rap Game en 2016, donde era conocida como Miss Mulatto y logró coronarse campeona en la primera temporada.
Su carrera terminó de afianzarse con el sencillo de 2019 «Bitch from da Souf». Tras firmar un contrato discográfico con RCA Records, en agosto de 2020 la canción entró en el Billboard Hot 100, alcanzando la posición número 95. Después de lanzar un remix con las raperas Saweetie y Trina, lanzó su siguiente sencillo, «Muwop», con Gucci Mane. Ambas canciones recibieron la certificación de disco de oro y se incluyeron en el álbum debut de Mulatto, Queen of Da Souf, lanzado el 21 de agosto de 2020 a través de RCA. Ese mismo año fue nominada en la categoría de nuevo mejor artista en los BET Hip Hop Awards.

### Década de 2020 y actualidad
En mayo de 2021, confirmó en varias entrevistas que había decidido oficialmente un nuevo nombre artístico debido al carácter racial de su nombre. El 18 de mayo, en las plataformas de streaming el nombre de Mulatto se había cambiado por el de Latto, un cambio que se reflejó por primera vez en su aparición como invitada en el álbum Thank You for Believing de Toosii, en el que aparecía acreditada como Latto. Para acompañar el anuncio de su nuevo nombre, lanzó un nuevo sencillo titulado «The Biggest».
El 24 de septiembre de 2021 lanzó «Big Energy», el sencillo principal de su siguiente álbum de estudio. La canción alcanzó la tercera posición de la lista Billboard Hot 100, convirtiéndose en su producción más exitosa hasta ese momento. La cantante estadounidense Mariah Carey apareció en la remezcla oficial, que se publicó en marzo de 2022. El 5 de noviembre se estrenó un siguiente sencillo, titulado «Soufside». El 9 de marzo, anunció que su siguiente canción «Wheelie» contaría con una aparición especial del rapero 21 Savage. Las tres canciones se incluyeron en el segundo álbum de estudio de Latto, 777, que se publicó el 25 de marzo. El 15 de julio de 2022, lanzó un nuevo tema, titulado «Pussy».

## Vida personal
Latto poyó la campaña para gobernador de Stacey Abrams en 2022, llevando a Abrams al escenario mientras abría para The Special Tour de Lizzo en Atlanta.  El mensaje de Latto fué “My body, my choice,” lema empleado para múltiples causas pero relacionado a su canción de 2022 Pussy.
En mayo de 2019, Latto contó que fue arrestada por robo al ser confundida con otra mujer. Lanzó el tema "Fuck Rice Street", alegando su inocencia y frustración.
En mayo de 2021, fue arrestada tras hallársele en posesión de un arma cargada mientras se encontraba en el Aeropuerto Internacional de Los Ángeles.

## Discografía

### Álbumes de estudio
| Título           | Detalles                                                                                       | Posición en las listas |
| Título           | Detalles                                                                                       | EE. UU.                |
| ---------------- | ---------------------------------------------------------------------------------------------- | ---------------------- |
| Queen of Da Souf | - Lanzamiento: 21 de agosto de 2020 - Discográfica: RCA, Streamcut - Formato: Descarga digital | 44                     |

### Mixtapes
| Título             | Detalles                                                                                      |
| ------------------ | --------------------------------------------------------------------------------------------- |
| Miss Mulatto       | - Lanzamiento: 2 de octubre de 2016 - Discográfica: Pittstop Ent. - Formato: Descarga digital |
| Latto Let 'Em Know | - Lanzamiento: 11 de abril de 2017 - Discográfica: Pittstop Ent. - Formato: Descarga digital  |
| Mulatto            | - Lanzamiento: 19 de julio de 2018 - Discográfica: Pittstop Ent. - Formato: Descarga digital  |

### EP
| Título            | Detalles |
| ----------------- | --- |
| Time and Pressure | - Lanzamiento: 22 de diciembre de 2017 - Discográfica: Pittstop Ent. - Formato: Descarga digital            |
| Big Latto         | - Lanzamiento: 20 de junio de, 2019 - Discográfica: Streamcut, Pittstop Ent. - Formato: Descarga digital    |
| Hit the Latto     | - Lanzamiento: 12 de diciembre de 2019 - Discográfica: Streamcut, Pittstop Ent. - Formato: Descarga digital |

### Sencillos
| Título                                                         | Año  | Mejores posiciones en listas | Mejores posiciones en listas | Mejores posiciones en listas | Mejores posiciones en listas | Mejores posiciones en listas | Mejores posiciones en listas | Certificaciones                         | Álbum              |
| Título                                                         | Año  | EUA                          | AUS                          | CAN                          | IRL                          | NZ                           | R.U.                         | Certificaciones                         | Álbum              |
| -------------------------------------------------------------- | ---- | ---------------------------- | ---------------------------- | ---------------------------- | ---------------------------- | ---------------------------- | ---------------------------- | --------------------------------------- | ------------------ |
| "Bitch from da Souf" (solo o remix con Saweetie & Trina)       | 2019 | 95                           | —                            | —                            | —                            | —                            | —                            | - RIAA: Platino                         | Queen of da Souf   |
| "Muwop" (con Gucci Mane)                                       | 2020 | 104                          | —                            | —                            | —                            | —                            | —                            | - RIAA: Platino                         | Queen of da Souf   |
| "On God"                                                       | 2020 | —                            | —                            | —                            | —                            | —                            | —                            |                                         | Queen of da Souf   |
| "In n Out" (con City Girls)                                    | 2020 | —                            | —                            | —                            | —                            | —                            | —                            |                                         | Queen of da Souf   |
| "Sex Lies" (con Lil Baby)                                      | 2020 | —                            | —                            | —                            | —                            | —                            | —                            |                                         | Queen of da Souf   |
| "Nasty" (junto a Rich the Kid y Flo Milli con Rubi Rose)       | 2021 | —                            | —                            | —                            | —                            | —                            | —                            |                                         | Lucky 7            |
| "Beat Box (Big Latto Mix)" (junto a SpotemGottem)              | 2021 | —                            | —                            | —                            | —                            | —                            | —                            |                                         | Sencillo sin álbum |
| "The Biggest"                                                  | 2021 | —                            | —                            | —                            | —                            | —                            | —                            |                                         | Sencillo sin álbum |
| "Big Energy" (solo o remix junto a Mariah Carey con DJ Khaled) | 2021 | 3                            | 10                           | 11                           | 42                           | 12                           | 33                           | - RIAA: Oro - ARIA: Oro - RMNZ: Platino | 777                |
| "Soufside"                                                     | 2021 | —                            | —                            | —                            | —                            | —                            | —                            |                                         | 777                |
| "Wheelie" (con 21 Savage)                                      | 2022 | 114                          | —                            | —                            | —                            | —                            | —                            |                                         | 777                |
| "Sunshine" (con Lil Wayne & Childish Gambino)                  | 2022 | 125                          | —                            | —                            | —                            | —                            | —                            |                                         | 777                |
| "—" indica que no ingresó en las listas en ese territorio.     |      |                              |                              |                              |                              |                              |                              |                                         |                    |